# T9.1 ex-Prusse

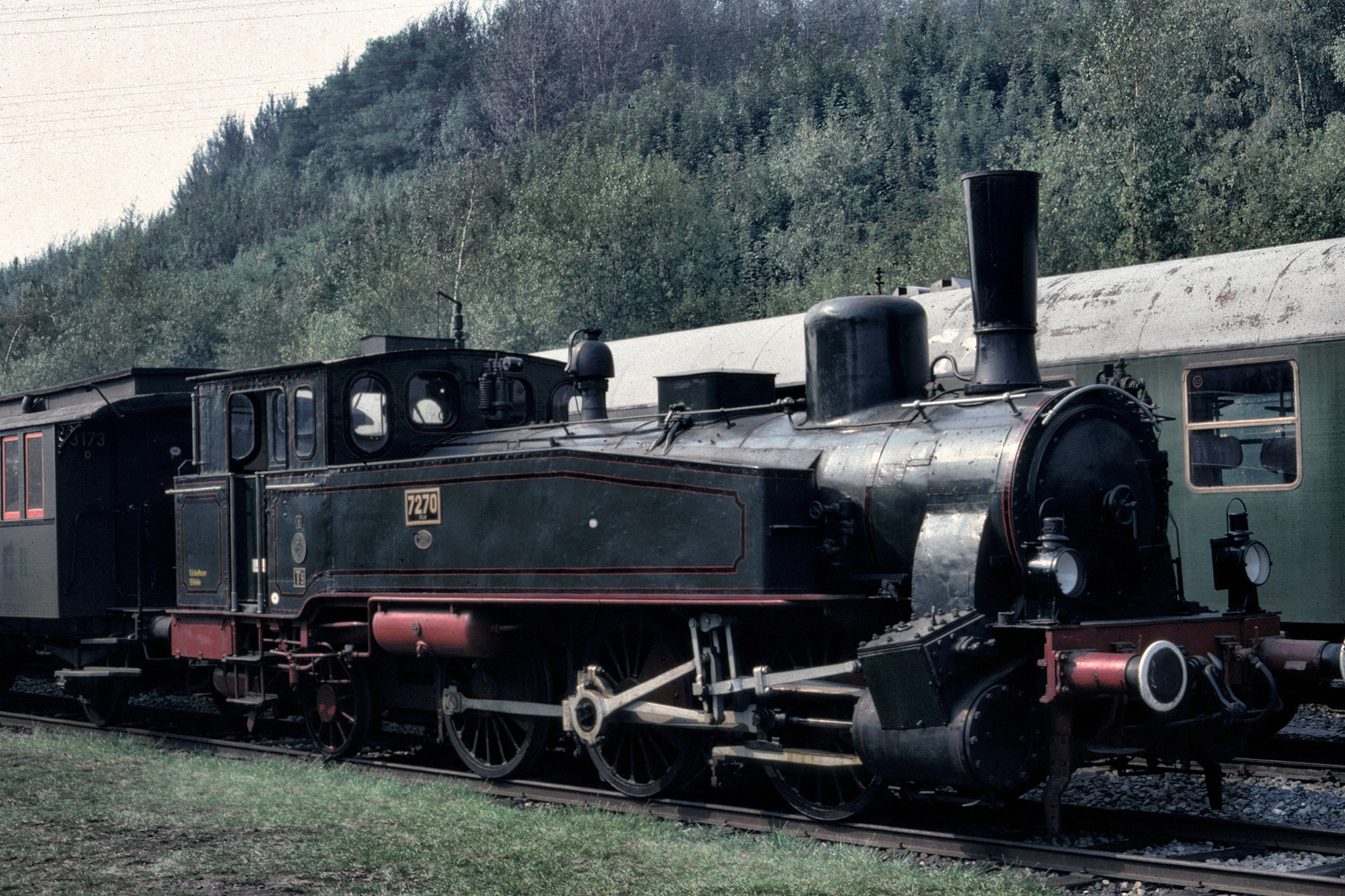
Locomotive T9.1 7270 Cöln au musée de Bochum-Dahlhausen

Les T9.1 sont des locomotives à vapeur de disposition d'essieu : 031 des Chemins de fer royaux de Prusse (KPEV) qui ont été construites à plus de 400 exemplaires de 1891 à 1901.

## Genèse
Les machines de cette série furent construites par les sociétés : Borsig, Hanomag, Lokomotivfabrik Hohenzollern, Henschel en Allemagne et l'EMBG de Graffenstaden. En Allemagne, les locomotives encore en service en 1925 furent immatriculées dans la série 90.0-1 par la Deutsche Reichsbahn (DRG) ; la série comptait près de 200 locomotives. Elles assuraient d'excellents services mixte de petite banlieue dans les secteurs industrialisés de Westphalie.
Entre 1926 et 1930, la DRG retira du service la majorité de ces locomotives obsolètes ; quelques-unes des locomotives radiées ont échappé à la démolition en étant rachetées par des industries. En 1939, la DRG n'en avait plus qu'une dizaine. Les dernières T9.1 de la compagnie nationale furent radiées en 1953. Parmi celles qui avaient connu une seconde vie dans l'industrie, plusieurs étaient encore en service à la fin des années 1960.

## Utilisation et services enFrance
La commission d'armistice préleva dix machines pour les attribuer à des réseaux français. Leurs chaudières très basses et leurs hautes cheminées leur donnait un air relativement désuet et leur valut le surnom de Ventre à terre par les cheminots de la Compagnie des chemins de fer du Nord.

### T9.1 7188 (AL)
Une seule machine de cette série prussienne fut immatriculée par le réseau ferroviaire d'Alsace-Lorraine (AL). Elle porta le numéro 7188 s'insérant ainsi dans la série des T9.3 reçue par l'AL en 1918. De même puissance que les T9.3, elle fut utilisée essentiellement au triage. Elle fut radiée en 1933, du fait probablement de l'absence de pièces de rechange[réf. nécessaire].

### 3.1451 à 3.1459 (Nord)
La Compagnie des chemins de fer du Nord reçut neuf exemplaires de cette machine. Contrairement à leur cousine de l'AL, elles eurent une carrière relativement longue puisque la dernière fut réformée en 1952 ! Elles furent utilisées dans les dépôts et les dessertes des industries locales. En 1938, l'effectif toujours complet fut pris en compte par la SNCF et reçut alors les numéros 2-031 TA 1 à 9.

## T9.1 enBelgique
La commission d'armistice préleva sept de ces machines pour les attribuer à la Belgique où elles furent mises en service sur les Chemins de fer de l’État belge. Restées hors type, elles furent radiées en 1923.

## Description
Ces locomotives disposaient d'un moteur à deux cylindres et à simple expansion. La distribution était du type « à coulisse d'Allan ». Le foyer était un foyer de type « Crampton ». L'échappement était fixe du type « Allemand ». Le bogie-bissel arrière avait un déplacement latéral de + ou - 30 mm. Les soutes à eau étaient en trois position avec deux latérales et une entre les longerons.

## Caractéristiques
- Pression de la chaudière : 12 kg/cm2
- Surface de grille : ?? m2
- Surface de chauffe : ?? m2
- Diamètre et course des cylindres : 430 mm × 630 mm
- Diamètre des roues motrices : 1 350 mm
- Diamètre des roues du bissel arrière : 1 000 mm
- Capacité des soutes à eau : 7 m3 ou 5,8 m3 selon les sources
- Capacité de la soute à charbon : 2,5 t ou 1,5 t selon les sources
- Masse à vide : ?? t
- Masse en ordre de marche : 53,2 t
- Masse adhérente : 34 t
- Longueur hors tout : 10,64 m
- Vitesse maxi en service : 60 km/h

## Préservation
Deux T9.1 ont été préservées en Allemagne :
- la Köln 7270[4], construite par Borsig en 1892, a été vendue à une usine sucrière en 1926 et est préservée depuis 1968. C'est une des plus anciennes T9.2 produites.
- la Köln 7294[5], construite par Hohenzollern en 1895, a été vendue à un charbonnage en 1926 et est préservée depuis 1972.